# جیمی دورنتی
جیمی دورَنتی (انگلیسی: Jimmy Durante; ۱۰ فوریهٔ ۱۸۹۳ – ۲۹ ژانویهٔ ۱۹۸۰) یک هنرپیشه و نوازنده پیانو اهل ایالات متحده آمریکا بود. وی بین سال‌های ۱۹۲۰ تا ۱۹۷۲ میلادی فعالیت می‌کرد.

## گزیده فیلم‌شناسی
فهرست برخی از فیلم‌هایی که جیمی درنت در آنها به ایفای نقش پرداخته‌است:
- دنیای دیوانه، دیوانه، دیوانه، دیوانه
- کارناوال
- شیرفروش
- مزرعه ملودی
- آخرین داوری
- دو خواهر اهل بوستون